# Choré
Choré è un centro abitato del Paraguay, situato nel dipartimento di San Pedro a 230 km dalla capitale del paese Asunción; la località forma uno dei 19 distretti del dipartimento.

## Popolazione
Al censimento del 2002 la località contava una popolazione urbana di 2.187 abitanti (36.019 nell'intero distretto).

## Caratteristiche
Choré, il cui nome deriva da quello di un cacique locale, cominciò la sua storia con l'arrivo nel 1967 dei primi coloni provenienti da Itacurubí del Rosario; nel 1981 la località fu elevata al rango di distretto. La popolazione si dedica soprattutto all'agricoltura e all'allevamento.